# Condado de Spalding
El condado de Spalding (en inglés, Spalding County) es un condado del estado de Georgia, Estados Unidos. Tiene una población estimada, a mediados de 2021, de 67 909 habitantes.
La sede del condado es Griffin. El condado recibe su nombre por Thomas Spalding.

## Geografía
Según la Oficina del Censo, el condado tiene un área total de 517 km², de la cual 508 km² son tierra y 9 km² son agua.

### Condados adyacentes
- Condado de Henry (noreste)
- Condado de Butts (este)
- Condado de Lamar (sureste)
- Condado de Pike (suroeste)
- Condado de Meriwether (oeste)
- Condado de Coweta (oeste)
- Condado de Fayette (noroeste)
- Condado de Clayton (noroeste)

## Demografía

### Censo de 2020
Según el censo de 2020, en ese momento había 67 306 personas, 25 726 hogares y 11 757 familias en el condado. La densidad de población era de 134 hab./km². Había 27 785 viviendas, con una densidad media de 55 viviendas/km².
| Raza                   | Núm.   | Porc.  |
| ---------------------- | ------ | ------ |
| Blancos                | 37 855 | 56.24% |
| Afroamericanos         | 23 301 | 34.62% |
| Amerindios             | 245    | 0.36%  |
| Asiáticos              | 648    | 0.96%  |
| Isleños del Pacífico   | 24     | 0.04%  |
| Otras razas            | 1693   | 2.52%  |
| De una mezcla de razas | 3540   | 5.26%  |
| Total                  | 67 306 | 100%   |

Del total de la población, el 5.45% son hispanos o latinos de cualquier raza.

### Censo de 2000
Según el censo de 2000, había 58 417 personas, 21 519 hogares y 15 773 familias en el condado. La densidad de población era de 114 hab./km². Había 23 001 viviendas, con una densidad media de 45 viviendas/km² . El 66.50% de los habitantes eran blancos, el 31.05% afroamericanos, el 0.23% amerindios, el 0.67% asiáticos, el 0.02% isleños del Pacífico, el 0.65% de otras razas y el 0.88% pertenecía a dos o más razas. El 1.62% de la población eran hispanos o latinos de cualquier raza.
Los ingresos medios por hogar en la localidad eran de $36 221 y los ingresos medios por familia eran $41 631. Los hombres tenían unos ingresos medios de $32 347 frente a $22 114 para las mujeres. Los ingresos per cápita para el condado eran de $16 791. Alrededor del 15.50% de la población estaban por debajo del umbral de pobreza.

## Transporte

### Principales carreteras
- Interestatal 75
- U.S. Route 19
- U.S. Route 41
- SR 3
- SR 7
- SR 16
- SR 92
- SR 155
- SR 362
- SR 401

## Localidades
- East Griffin
- Experiment
- Heron Bay
- Griffin
- Orchard Hill
- Sunny Side